# Leitões, Oleiros e Figueiredo
Leitões, Oleiros e Figueiredo (oficialmente: União das Freguesias de Leitões, Oleiros e Figueiredo) é uma freguesia portuguesa do município de Guimarães, com 8,98 km² de área e 1 437 habitantes (censo de 2021). A sua densidade populacional é 160 hab./km².

## História
Foi constituída em 2013, no âmbito de uma reforma administrativa nacional, pela agregação das antigas freguesias de Leitões, Oleiros e Figueiredo e tem a sede em Leitões.

## Demografia
A população registada nos censos foi:
| Distribuição da População por Grupos Etários | Distribuição da População por Grupos Etários | Distribuição da População por Grupos Etários | Distribuição da População por Grupos Etários | Distribuição da População por Grupos Etários | Distribuição da População por Grupos Etários |
| -------------------------------------------- | -------------------------------------------- | -------------------------------------------- | -------------------------------------------- | -------------------------------------------- | -------------------------------------------- |
| Antes da agregação                           |                                              |                                              |                                              |                                              |                                              |
| Ano                                          | 0-14 anos                                    | 15-24 anos                                   | 25-64 anos                                   | >= 65 anos                                   | Total                                        |
| 2001                                         | 358                                          | 253                                          | 787                                          | 184                                          | 1582                                         |
| 2011                                         | 249                                          | 226                                          | 787                                          | 204                                          | 1466                                         |
| Após a agregação                             |                                              |                                              |                                              |                                              |                                              |
| Ano                                          | 0-14 anos                                    | 15-24 anos                                   | 25-64 anos                                   | >= 65 anos                                   | Total                                        |
| 2021                                         | 181                                          | 180                                          | 808                                          | 268                                          | 1437                                         |